# 田中理惠 (體操運動員)
田中理惠（日语：／ Tanaka Rie，1987年6月11日—），前日本女子競技體操運動員。和歌山縣岩出市出生，畢業於和歌山北高等學校及日本體育大學，日本體育大學研究所肄業。曾任該校研究員，現為該校兒童運動教育學系助教。胞兄田中和仁和胞弟田中佑典同為體操運動員。現任教練為前日本體操隊代表瀨尾京子。

## 簡歷
田中理惠的父親田中章二曾為體操運動員，退役後自己經營一間體操俱樂部，而她的母親也曾是體操選手。在這種環境之下，田中在6歲時就開始練習體操。初中的時候已經在日本全國大賽中表現搶眼，但是到了高中的時期卻沒有太大的進展；根據弟弟的說法是突然失去热情，所以疏於練習。而也在這時候，左足踝關節軟骨發生脫臼，休息了很長的時間。進入日本體育大學之後，直到三年級時進行手術後才又恢復練習，且訂下進入2008年北京奧運國家代表隊的目標。但因為傷勢及長期缺乏練習的原因，最終未能獲選。
2009年，在NHK杯中因為失誤，喪失了當年的世界錦標賽參賽權。原本喪氣的她打算大學畢業后就回鄉當體育老師，結果在參加當年的世界大學生運動會之後，因為表現出色，又燃起了爭取入選國家代表隊的信心。
2010年，在全日本錦標賽及NHK杯先後均取得第四名的成績，順利取得國手資格，參加該年在鹿特丹舉辦的世界錦標賽。之後在世界錦標賽，因其優雅的動作，獲得大會頒發「浪琴錶優雅大獎」，是繼2007年富田洋之之後第二位獲得該獎的日本選手。
同年7月，田中及其隊友在日本杯贏得女子團體銀牌。11月，代表日本出戰廣州亞運會，參加體操比賽的女子个人全能、跳马、高低槓、自由体操及女子团体五個項目，獲得二銀一銅的成績。
2011年4月在全日本錦標賽取得第二名的成績，之後在6月的NHK杯也獲得得第二名。接著，在世界錦標賽中，率領日本隊取得2012年倫敦奧運會的參賽權。
2012年，與兄、弟同時進入日本國家代表隊，參加倫敦奧運會，為日本體操史上第一次有兄弟姐妹三人同時參賽奧運。田中理惠因腰傷復發影響表現，最終只取得女子團體第八、個人全能第十六的成績。

## 媒體
田中理惠曾出現在以下記錄片中：
- 運動員之魂（アスリートの魂）。2011年4月18日，NHK綜合頻道。
- 情熱大陸。2011年4月24日，日本新聞網。

## 著作

### 书籍
- 田中理恵. . 東京: ベースボールマガジン社. 2013. ISBN 9784583105482 （日语）.
- 瀬尾京子; 田中理恵. . 東京: 世界文化社. 2014. ISBN 9784418144051 （日语）.
- 田中理恵. . 瀬尾京子監修. 東京: ベースボール・マガジン社. 2014. ISBN 9784583106854 （日语）.

### 論文
- 田中理恵、村田由香里、具志堅幸司.  (PDF). 日本体育大学紀要 (東京: 日本体育大学). 2015-09-30, 45 (1): 1–11. ISSN 0285-0613 （日语）.

## 外部連結
- 日本體操協會 （页面存档备份，存于）（日語）